# Жеребецький Євген Петрович
Жеребецький Євген Петрович (нар. 13 жовтня 1955, м. Прокоп'євськ, Кемеровська область, Росія) — народний депутат України 2-го скликання, заступник голови Українсько-польського форуму.

## Життєпис
Народився 13 жовтня 1955 у місті Прокоп'євськ, Кемеровська область, Росія. Українець. Дружина Тетяна Іванівна (1962) — економіст-математик; має двох синів.
По закінченню середньої школи навчався у Львівському музичному училищі. Потім два роки викладав у місті Сокалі. З 1976 — навчався у Львівському державному університеті ім. Івана Франка, філолог. По закінченню університету працював в Інституті українознавства АН України. 1984—1988 — аспірант, Інститут слов'янознавства і балканістики АН СРСР м. Москва. Був у складі оргкомітетів Установчого, 2 і 3 з'їздів Народного руху України. Працював у секретаріаті Руху у Києві.
Народний депутат України другого скликання з березня 1994 (1-й тур) до квітня 1998, Червоноградський виборчий округ № 270, Львівська область, висунутий виборцями. Член Комітету у закордонних справах і зв'язках з СНД. Член фракції «Соціально-ринковий вибір» (до цього — групи «Реформи»). На час виборів: науковий працівник Інститут українознавства ім. І. Крип'якевича НАНУ.
Упорядник книги-стенограми І з'їзду Народного Руху України «Три дні вересня вісімдесят дев'ятого».